# 林頓鎮區 (阿勒馬基縣)
林顿鎮區（Linton Township），美国艾奥瓦州阿勒马基县的一个鎮區，总面积81.72平方公里，总人口305（2010年美国人口普查）。该鎮區无建制居民点。